# Сямыньский международный центр
Сямыньский международный центр (Xiamen International Centre, 厦门国际中心) — комплекс небоскрёбов, расположенный в китайском городе Сямынь (провинция Фуцзянь). Главная башня (344 м) закончена в 2019 году, по состоянию на начало 2020 года она являлась самым высоким зданием города. Архитектором комплекса выступила американская фирма Gensler из Сан-Франциско. 
В 1996 году началось строительство башни China Post & Telecommunication, однако вскоре из-за финансовых трудностей заказчика проект был остановлен на уровне подиума. В 2014 году стройка возобновилась, в 2016 году главная башня была возведена под крышу.
- Офисная башня Xiamen Cross Strait Financial Center (344 м) имеет 68 наземных и 4 подземных этажа[2][3][4].
- Гостиничная башня Xiamen International Centre Hotel Tower (216 м) имеет 50 наземных и 5 подземных этажей[5][6].